# Wal Rus
Wal Rus is een van de vaste personages uit de Nederlandse stripreeks Tom Poes, oorspronkelijk geschreven en getekend door Marten Toonder. Hij is een antropomorfe walrus die werkt als de niet erg fijnbesnaarde, maar rechtdoorzee gezagvoerder van het schip de Albatros. 

## Oorsprong
Kapitein Wal Rus is deels een afspiegeling van Marten Toonders eigen vader, die zeekapitein was. Kort voor het uitbreken van de Tweede Wereldoorlog was hij de haven van Rotterdam uitgevaren. Op het moment dat het eerste verhaal met kapitein Wal Rus erin uitkwam (1941), wist Marten Toonder niet waar zijn vader zich bevond.
Toen Marten Toonder een jongetje van acht was, mocht hij een keer meevaren van Rotterdam naar Hamburg op het stoomschip Algenib. Die ervaring is duidelijk in de scènes op de Albatros herkenbaar.

## In de verhalen
Wal Rus komt al vroeg in de serie voor als medestander van Tom Poes bij het bestrijden van het kwaad. Hierbij blijkt hij al opvliegend te zijn en gemakkelijk de vuisten te gebruiken om een geschil te beslechten. Hij doet − net als professor Sickbock − zijn intrede in het verhaal Het verdwijneiland uit 1941. De opvallende snor die hij in latere verhalen heeft, ontbreekt hier nog.
Zijn vaderland is de Noordpool, zoals hij zelf vertelt in het verhaal Vriend Vijand. Hij is ooit begonnen als lichtmatroos op de Cornelia.
Niet-zeelieden beschouwt hij bijna zonder uitzondering als "landrotten" (door hemzelf ook wel "landkwabben", "landkrabben", "landgarnaal", "landlubbers" of "landkakalobbussen" genoemd). Daarnaast heeft hij een divers repertoire aan verdere krachttermen en scheldwoorden. Zaken die hij niet ziet zitten, noemt hij "overgehaald"; zo heeft hij het geregeld over "overgehaalde landrotten!" 
Met de Rommeldammers heeft Wal Rus weinig te maken, verder dan de haven komt hij zelden. Eigenlijk wil hij hen ook zo min mogelijk aan boord hebben. Heer Bommel wordt door Wal Rus vooral gewaardeerd om het makkelijk trekken van de portefeuille om overtochten te betalen. Een enkele keer is Wal Rus ook te gast op slot Bommelstein.
Wal Rus heeft vaak moeite om namen van anderen te onthouden. Vooral Heer Bommels naam verbastert hij op allerlei manieren, zoals Blobbers, Blommers, Boffers of Bobbel. Een enkele keer zegt hij de naam Bommel wel goed. Ook anderen worden door de kapitein vaak niet bij hun juiste naam genoemd. Zo wordt de naam van professor Prlwytskofski door hem vervormd tot "Prullebofski", en de Maharadja wordt de "Hadjememare" genoemd. Correcte namen noemt hij alleen bij de eerste kennismaking in De Chinese waaier en in het verhaal Het griffoen-ei. 
In het verhaal Mom Bakkesz wordt Wal Rus door muiters in een sloep overboord gezet, maar al snel vraagt de bemanning hem weer terug als gezagvoerder. Verder heeft hij af en toe te maken met markies de Canteclaer, die optreedt als de reder waarvoor hij vaart. Tegen het eind van de verhalenreeks is de gezagvoerder eigenaar geworden van zijn afgeschreven, doch goede schip.